# Delta (Mumford & Sons)
Delta è il quarto album in studio della band britannica Mumford & Sons, pubblicato il 16 novembre 2018 dalla Gentlemen of the Road e Island. L'album è stato registrato presso The Church Studios di Londra con il produttore Paul Epworth.
Il primo singolo tratto dall'album è Guiding Light, presentato il 20 settembre 2018 in anteprima su BBC Radio 1, in contemporanea con la pubblicazione del video musicale su YouTube. Il gruppo ha iniziato la promozione dell'album a novembre 2018, con un tour mondiale di 60 date, annunciato il 4 ottobre, via social. Il secondo singolo tratto dall'album è If I Say.

## Stile e temi
Delta è stato definito un album che "attinge all'esperienza condivisa di essere dentro e fuori da un tour, e distinto dall'album "più inneggiante", precedente della band, Wilder Mind (2015), in quanto è più "tenero", "introspettivo e riflessivo". Incorporerà elementi di elettronica, rap e jazz, contenente ancora "l'intimità e il godimento" per cui la band è conosciuta, ma il tastierista Ben Lovett ha affermato che tratta anche delle cosiddette "quattro D" (in inglese: death, divorce, drugs, depression) morte, divorzio, droga e depressione. Marcus Mumford ha parlato con Annie Mac, di BBC Radio, del riutilizzo di strumenti folk che non hanno usato in Wilder Mind, dichiarando: "[siamo] consapevoli [su] come possiamo far suonare questi strumenti, non come questi strumenti abbiano aperto a noi un mondo completamente nuovo".

## Accoglienza
| Recensione      | Giudizio |
| --------------- | -------- |
| Metacritic      |          |
| Rockol          | [ 8 ]    |
| The Guardian    |          |
| NME             |          |
| Rolling Stone   |          |
| The Telegraph   |          |
| The Independent |          |

L'album ha ricevuto recensioni contrastanti da parte di critici musicali. Su Metacritic, che assegna una valutazione normalizzata su 100, da recensioni di critici tradizionali, l'album ha ricevuto un punteggio medio di 57 punti, basato su 12 recensioni. Neil McCormick del Telegraph assegna all'album un voto di 100 su 100 affermando che: "Delta rimane ancora il loro miglior album, dal conforto spirituale avvolto in inni profani". Patrick Smith dell'Indipendent da all'album una valutazione discreta affermando: Delta è un buon album, ma non grandioso. Per AllMusic, Stephen Thomas Erlewine scrive: "Questo tipo di produzione ben curata, abbinata a una serie di canzoni incentrate su viaggi interiori, ha in definitiva un effetto cullante. C'è un impulso, ma è morbido e diventa elettronico. C'è emozione, ma è stata intenzionalmente racchiusa in un bozzolo digitale, uno che appiattisce gli accenti audaci del gruppo (come un abbraccio di vocoder) e trasforma Delta in una musica di sottofondo morbida e luccicante, ideale per qualsiasi ambiente rilassante che si desideri". Davide Poliani, di Rockol Italia, assegna all'album un punteggio di 3 su 5.

## Tracce
La band ha pubblicato la lista delle tracce che compongono l'album su un foglio, via social, per poi essere pubblicate in preordinazione su Apple Music.
1. 42 – 4:00
2. Guiding Light – 3:37
3. Woman – 4:34
4. Beloved – 4:25
5. The Wild – 5:31
6. October Skies – 3:43
7. Slip Away – 4:55
8. Rose of Sharon – 3:23
9. Picture You – 4:03
10. Darkness Visible – 3:11
11. If I Say – 4:29
12. Wild Heart – 5:05
13. Forever – 4:36
14. Delta – 6:16

### VersioneDeluxe
1. "Woman" (acoustic) (live from Electric Lady)
2. "Guiding Light" (acoustic) (live from Electric Lady)
3. "Wild Heart" (acoustic) (live from Electric Lady)

## Formazione
- Marcus Mumford - voce, chitarra acustica, chitarra elettrica, batteria, mandolino
- Winston Marshall - chitarra resofonica, chitarra elettrica, banjo, basso, cori
- Ben Lovett - organo, tastiere, cori, fisarmonica
- Ted Dwane - contrabbasso, batteria, basso, cori

### Musicisti in studio
- Mamadou Sarr - percussioni
- Tom Hobden - violino (membro di Noah and the Whale)
- Gill Landry - voce
- Chris Maas - batteria
- Maggie Rogers - voce
- Yebba - voce
- Rob Moose - stringhe
- Paul Epworth - strumentazione aggiuntiva